# The Boyz
The Boyz (кор. 더보이즈; стилізується як THE BOYZ) — південнокорейський чоловічий поп-гурт, сформований у 2017 році компанією Cre.ker Entertainment. The Boyz знамениті перш за все своєю технічно довершеною синхронною хореографією. До складу гурту входить 11 учасників: Саньон, Джейкоб, Йонхун, Хьондже, Джуьйон, Кевін, Нью, Кью, Ханьон, Сону та Ерік. Хваль покинув гурт у 2019 році. Дебют The Boyz відбувся 6 грудня 2017 року з мініальбомом The First.
Офіційна назва фандому — «The B» (кор. 더비; читається як «до-бі»).

## Кар'єра

### Додебютні часи
До дебюту різні учасники гурту з'явилися у низці музичних відео та телешоу.
Перше повідомлення про майбутній гурт під назвою Cre.kerz з'явилося 4 липня, а вже 18 липня його назву було змінено на The Boyz.
4 грудня стало відомо, що для просування в Японії учасники гурту підписали контракт з лейблом Sony Music.

### 2017—2018: Дебют зThe First,The Star,The SphereтаThe Only
6 грудня 2017 року The Boyz офіційно дебютували з мініальбомом The First та головною піснею «Boy».
17 березня гурт вперше виступив за кордоном — в Макао — на 12-й Азійській кінопремії (2017 Asian Film Awards).
3 квітня гурт випустив свій другий мініальбом Play the Start з головною композицією «Giddy Up». Через проблеми зі здоров'ям три наступні місяці Хваль не брав участі в діяльності гурту.
12 липня було випущено спеціальний цифровий сингл «Keeper».
24 липня The Boyz здобули свою першу нагороду Rookie Award на церемонії Korea Brand Awards.
6 вересня відбувся перший камбек гурту з сингл-альбомом The Sphere та піснею «Right Here».
29 листопада було випущено вже третій мініальбом The Boyz під назвою The Only. Його головною композицією стала «No Air».

### 2019: Азійський тур,Bloom Bloom,Dreamlike, японський дебют, Хваль покидає гурт
The Boyz провели свій перший концертний тур The Castle. Концерти відбулися у Південній Кореї, Японії, Гонконзі, Сінгапурі, Індонезії, Таїланді, Тайвані та Філіппінах.
29 квітня вийшов другий сингл-альбом Bloom Bloom з однойменною головною піснею, до якої також було випущено кліп. Темою пісні та кліпу стали радість та грайливість весни. Завдяки цьому релізу The Boyz вперше опинилися у чарті Billboard's Social Top 50.
7 травня гурт здобув свою першу перемогу на музичному телешоу The Show.
7 липня The Boyz успішно виступили на сцені KCON 2019 New York з танцювальними каверами на «Fire» BTS та «Bad Guy» Білі Айліш.
19 серпня відбувся реліз четвертого мініальбому Dreamlike з головною композицією «D.D.D» («Dance.Dance.Dance»). Як можна здогадатись з назви, це була літня за настроєм енергійна танцювальна композиція. Мініальбом Dreamlike потрапив до топ-200 американського iTunes та став першим альбомом гурту, який з'явився у чарті Billboard World Albums.
23 жовтня Хваль офіційно покинув гурт через проблеми зі здоров'ям.
6 листопада відбувся японський дебют The Boyz з мініальбомом Tattoo та однойменною головною композицією. Попри те, що це був японський реліз, тексти пісень Tattoo були написані корейською мовою. Також, на відміну від раніше випущених пісень «D.D.D» та «Bloom Bloom», «Tattoo» та кліп на неї символізували повернення до більш похмурого та напруженого концепту, як у «Get It» та «No Air».
6 грудня відбувся реліз спеціального цифрового синглу «White (화이트)», присвяченого другій річниці гурту.
У грудні The Boyz провели свій перший європейський тур під назвою Dreamlike, виступивши у Берліні, Лондоні, Парижі та Амстердамі.
Крім всього, Джу Ханьон знявся для серпневого випуску журналу BEAUTY+, Джуйон з'явився у вересневому номері Dazed Korea, а Йонхун — у листопадовому GQ Korea.

### 2020: перший повноформатний альбомReveal, телешоуRoad to Kingdom
10 лютого гурт випустив свій перший повноформатний альбом Reveal з однойменною головною піснею. Порівняно з попередніми камбеками, нова концепція стала ще більш драматичною та відвертою. За оцінками музичних журналістів, композиція «Reveal» дозволила учасникам гурту якнайкраще продемонструвати свої таланти.
20 березня стало офіційно відомо, що The Boyz стануть учасниками 8-серійного телешоу Road to Kingdom, яке з 20 квітня транслювалося телеканалом Mnet. 17 червня The Boyz було визнано переможцями цього шоу.
1 червня було підтверджено, що гурт подовжив ще на рік рекламний контракт з виробниками популярного серед підлітків безалкогольного напою «Olatte».
Джуньон, Кью, Сону та Джейкоб знялися для 201-го випуску журналу 1st Look.

### 2021:Breaking Dawn,Kingdom: Legendary War,Thrill-ingтаMaverick
У січні оголосив про те, що на березень заплановано вихід першого повноформатного японського альбому Breaking Dawn. Також було оголошено, що The Boyz візьмуть участь у запланованому на квітень телешоу телеканалу Mnet Kingdom: Legendary War, де будуть змагатися за перемогу з такими чоловічими поп-гуртами, як BTOB, iKON, SF9, Stray Kids та Ateez.

## Учасники
| Сценічний псевдонім | Сценічний псевдонім | Сценічний псевдонім | Справжнє ім'я   | Справжнє ім'я   | Справжнє ім'я   | Дата народження             | Місце народження                | Позиція в гурті                               |
| Українською         | Романізація         | Хангилем            | Українською     | Романізація     | Хангилем        | Дата народження             | Місце народження                | Позиція в гурті                               |
| Дійсні учасники     | Дійсні учасники     | Дійсні учасники     | Дійсні учасники | Дійсні учасники | Дійсні учасники | Дійсні учасники             | Дійсні учасники                 | Дійсні учасники                               |
| ------------------- | ------------------- | ------------------- | --------------- | --------------- | --------------- | --------------------------- | ------------------------------- | --------------------------------------------- |
| Саньон              | Sangyeon            | 상연                | Лі Санйон       | Lee Sangyeon    | 이상연          | 4 листопада 1996 (28 років) | Сеул, Південна Корея            | Лідер, головний вокаліст                      |
| Джейкоб             | Jacob               | 제이콥              | Бе Джуньон      | Bae Joonyoung   | 배준영          | 30 травня 1997 (27 років)   | Торонто, Канада                 | Вокаліст                                      |
| Йонхун              | Younghoon           | 영훈                | Кім Йонхун      | Kim Younghoon   | 김영훈          | 8 серпня 1997 (27 років)    | Південна Корея                  | Саб-вокаліст, віжуал                          |
| Хьондже             | Hyunjae             | 현재                | Лі Джехьон      | Lee Jaehyun     | 이재현          | 13 вересня 1997 (27 років)  | Інчхон, Південна Корея          | Головний вокаліст, віжуал, головний танцюрист |
| Джуйон              | Juyeon              | 주연                | Лі Чжуйон       | Lee Juyeon      | 이주연          | 15 січня 1998 (27 років)    | Кванджу, Кьонгі, Південна Корея | Вокаліст, головний танцюрист, віжуал          |
| Кевін               | Kevin               | 케빈                | Мун Хьонсо      | Moon Hyungseo   | 문형서          | 23 лютого 1998 (27 років)   | Південна Корея                  | Головний вокаліст                             |
| Ню                  | New                 | 뉴                  | Чхве Чанхі      | Choi Chanhee    | 최찬희          | 26 квітня 1998 (26 років)   | Чонджу, Південна Корея          | Головний вокаліст                             |
| Кю                  | Q                   | 큐                  | Джи Чанмін      | Ji Changmin     | 지창민          | 5 листопада 1998 (26 років) | Південна Корея                  | Головний танцюрист, вокаліст, центр           |
| Ханьон              | Haknyeon            | 학년                | Джу Ханьон      | Ju Haknyeon     | 주학년          | 9 березня 1999 (26 років)   | Чеджу, Південна Корея           | Головний танцюрист, вокаліст                  |
| Сону                | Sunwoo              | 선우                | Кім Сону        | Kim Sunwoo      | 김선우          | 12 квітня 2000 (24 роки)    | Соннам, Кьонгі, Південна Корея  | Головний репер, вокаліст                      |
| Ерік                | Eric                | 에릭                | Сон Йондже      | Son Youngja     | 손영재          | 22 грудня 2000 (24 роки)    | Південна Корея                  | Головний танцюрист, вокаліст, репер, макне    |
| Колишні учаснки     |                     |                     |                 |                 |                 |                             |                                 |                                               |
| Хваль               | Hwall               | 활                  | Хон Хьонджун    | Heo Hyunjoon    | 허현준          | 9 березня 2000 (25 років)   | Пусан, Південна Корея           | Головний танцюрист, вокаліст, головний репер  |

## Дискографія

### Корейські альбоми

#### Повноформатні альбоми
- Reveal (2020)

#### Мініальбоми
- The First (2017)
- The Start (2018)
- The Only (2018)
- Dreamlike (2019)
- Chase (2020)

#### Сингл-альбоми
- «The Sphere» (2018)
- «Bloom Bloom» (2019)

#### Особливі сингли
- «Keeper» (2018)
- «White» (2019)

### Японські альбоми

#### Мініальбоми
- Tattoo (2019)

## Номінації та нагороди

### Корейські
| Рік                          | Нагорода                                 | Номінант           | Результат          | Прим.              |
| Asia Artist Awards           | Asia Artist Awards                       | Asia Artist Awards | Asia Artist Awards | Asia Artist Awards |
| ---------------------------- | ---------------------------------------- | ------------------ | ------------------ | ------------------ |
| 2018                         | Popularity Award                         | The Boyz           | Номінація          | [ 32 ]             |
| 2018                         | Male Rookie of the Year Award            | The Boyz           | Перемога           | [ 32 ]             |
| Gaon Chart Music Awards      |                                          |                    |                    |                    |
| 2018                         | New Artist of the Year (Album)           | The First          | Номінація          | [ 33 ]             |
| 2019                         | World Rookie Award                       | The Boyz           | Перемога           | [ 34 ]             |
| Golden Disc Awards           |                                          |                    |                    |                    |
| 2019                         | Best New Artist                          | The Boyz           | Номінація          | [ 35 ]             |
| 2019                         | NetEase Most Popular K-pop Star          | The Boyz           | Номінація          | [ 35 ]             |
| 2020                         | Best Album                               | The Only           | Номінація          |                    |
| 2020                         | Most Popular Artist                      | The Boyz           | Номінація          |                    |
| Korea Popular Music Awards   |                                          |                    |                    |                    |
| 2018                         | Rookie of the Year                       | The Boyz           | Перемога           | [ 36 ]             |
| Genie Music Awards           |                                          |                    |                    |                    |
| 2018                         | Artist of the Year                       | The Boyz           | Номінація          | [ 37 ]             |
| 2018                         | Male Rookie Award                        | The Boyz           | Номінація          | [ 37 ]             |
| 2018                         | Genie Music Popularity Award             | The Boyz           | Номінація          | [ 37 ]             |
| Melon Music Awards           |                                          |                    |                    |                    |
| 2018                         | Best New Male Artist Award               | The Boyz           | Перемога           | [ 38 ]             |
| 2019                         | 1theK Performance Award                  | The Boyz           | Перемога           | [ 39 ]             |
| Mnet Asian Music Awards      |                                          |                    |                    |                    |
| 2018                         | Best New Male Artist                     | The Boyz           | Номінація          | [ 40 ]             |
| 2018                         | Artist of the Year                       | The Boyz           | Номінація          | [ 40 ]             |
| Seoul Music Awards           |                                          |                    |                    |                    |
| 2019                         | New Artist Award                         | The Boyz           | Номінація          | [ 41 ]             |
| 2019                         | Popularity Award                         | The Boyz           | Номінація          | [ 41 ]             |
| 2019                         | Hallyu Special Award                     | The Boyz           | Номінація          | [ 41 ]             |
| 2020                         | QQ Music Most Popular K-Pop Artist Award | The Boyz           | Номінація          | [ 42 ]             |
| 2020                         | Bonsang Award                            | The Boyz           | Номінація          | [ 43 ]             |
| 2020                         | Popularity Award                         | The Boyz           | Номінація          | [ 43 ]             |
| 2020                         | Hallyu Special Award                     | The Boyz           | Номінація          | [ 43 ]             |
| Soribada Best K-Music Awards |                                          |                    |                    |                    |
| 2018                         | New Hallyu Rookie Award                  | The Boyz           | Перемога           | [ 44 ]             |
| 2019                         | Rising Hot Star Award                    | The Boyz           | Перемога           | [ 45 ]             |
| 2020                         | Performance Award                        | The Boyz           | Перемога           | [ 46 ]             |

### Міжнародні
| Рік                          | Нагорода                     | Номінант                     | Результат                    | Прим.                        |
| MTV Video Music Awards Japan | MTV Video Music Awards Japan | MTV Video Music Awards Japan | MTV Video Music Awards Japan | MTV Video Music Awards Japan |
| ---------------------------- | ---------------------------- | ---------------------------- | ---------------------------- | ---------------------------- |
| 2019                         | Rising Star Award            | The Boyz                     | Перемога                     |                              |

### Інші нагороди
| Рік                                    | Нагорода                     | Номінант           | Результат          | Прим.              |
| Korea Brand Awards                     | Korea Brand Awards           | Korea Brand Awards | Korea Brand Awards | Korea Brand Awards |
| -------------------------------------- | ---------------------------- | ------------------ | ------------------ | ------------------ |
| 2018                                   | Male Rookie Idol of the Year | The Boyz           | Перемога           | [ 47 ]             |
| V Live Awards                          |                              |                    |                    |                    |
| 2018                                   | Global Rookie Top 5          | The Boyz           | Перемога           | [ 48 ]             |
| 2019                                   | Global Artist Top 10         | The Boyz           | Номінація          | [ 49 ]             |
| The Fact Music Awards                  |                              |                    |                    |                    |
| 2018                                   | Next Leader                  | The Boyz           | Перемога           | [ 50 ]             |
| 2019                                   | Year Dance Performer         | The Boyz           | Перемога           | [ 51 ]             |
| Korea Culture and Entertainment Awards |                              |                    |                    |                    |
| 2019                                   | K-pop Singer Award           | The Boyz           | Перемога           | [ 52 ]             |